# Seguridad nacional
La seguridad nacional se refiere a la noción de relativa estabilidad, calma o predictibilidad que se supone beneficiosa para el desarrollo de un país; así como a los recursos y estrategias para conseguirla (principalmente a través de la defensa nacional).
Mientras que los objetivos clásicos de la seguridad nacional consistían en prevenir o rechazar amenazas militares de estados (la guerra clásica), en la actualidad las amenazas a la seguridad nacional son más difusas, e incluyen la delincuencia común, el terrorismo, las mafias, los riesgos medioambientales, y fenómenos sociales de escala global como las migraciones masivas.
Cabe mencionar, en especial, lo referente al estudio de la seguridad nacional en los Estados Unidos; este tuvo amplia influencia en América Latina, en especial como adoctrinamiento político anticomunista, es así como en la escuela militar de USARSA, organizada en 1963, dictó cursos en español y portugués destinados a brindar a los militares latinoamericanos una formación que les permitiera contribuir a la seguridad militar de sus respectivos países. En tales escuelas los cursos inculcaron una ideología anticomunista y una filosofía contrarrevolucionaria.
Según el plan estratégico antiterrorista del Reino Unido, su objetivo es «que la gente pueda llevar adelante su vida diaria con libertad y confianza».
Un concepto de aparición reciente (1994) es el de seguridad humana; mientras que un concepto limitado al orden público interior suele definirse como seguridad ciudadana.
La seguridad nacional consiste en que la sociedad, como conjunto, tenga las condiciones de tranquilidad y colaboración necesarias para poder vivir y prosperar en paz. Seguridad nacional y paz están vinculadas como ausencia de presiones sobre la sociedad, para que esta sea un ambiente dentro del cual las personas puedan desarrollarse de buena manera. Está vinculada con la prosperidad, porque una sociedad segura tiene mejores condiciones para progresar. A su vez, el progreso de la sociedad permite mayores condiciones de seguridad. La seguridad nacional puede ser amenazada de diversas maneras: bien por el peligro de conflicto interno, como por ejemplo una sublevación que amenace el orden institucional del Estado. Como las amenazas siempre están latentes, para alcanzar una mayor seguridad nacional cada sociedad debe elaborar una política de defensa nacional. La defensa nacional consiste en el conjunto de precauciones y medidas preventivas necesarias para evitar que las amenazas se vuelvan serias y graves, tratando de controlarlas, y de ser posible, extinguirlas, como preparación para un eventual conflicto en el que haya que defenderse de hecho contra un agresor, externo o interno.